# Beatrix Campbell

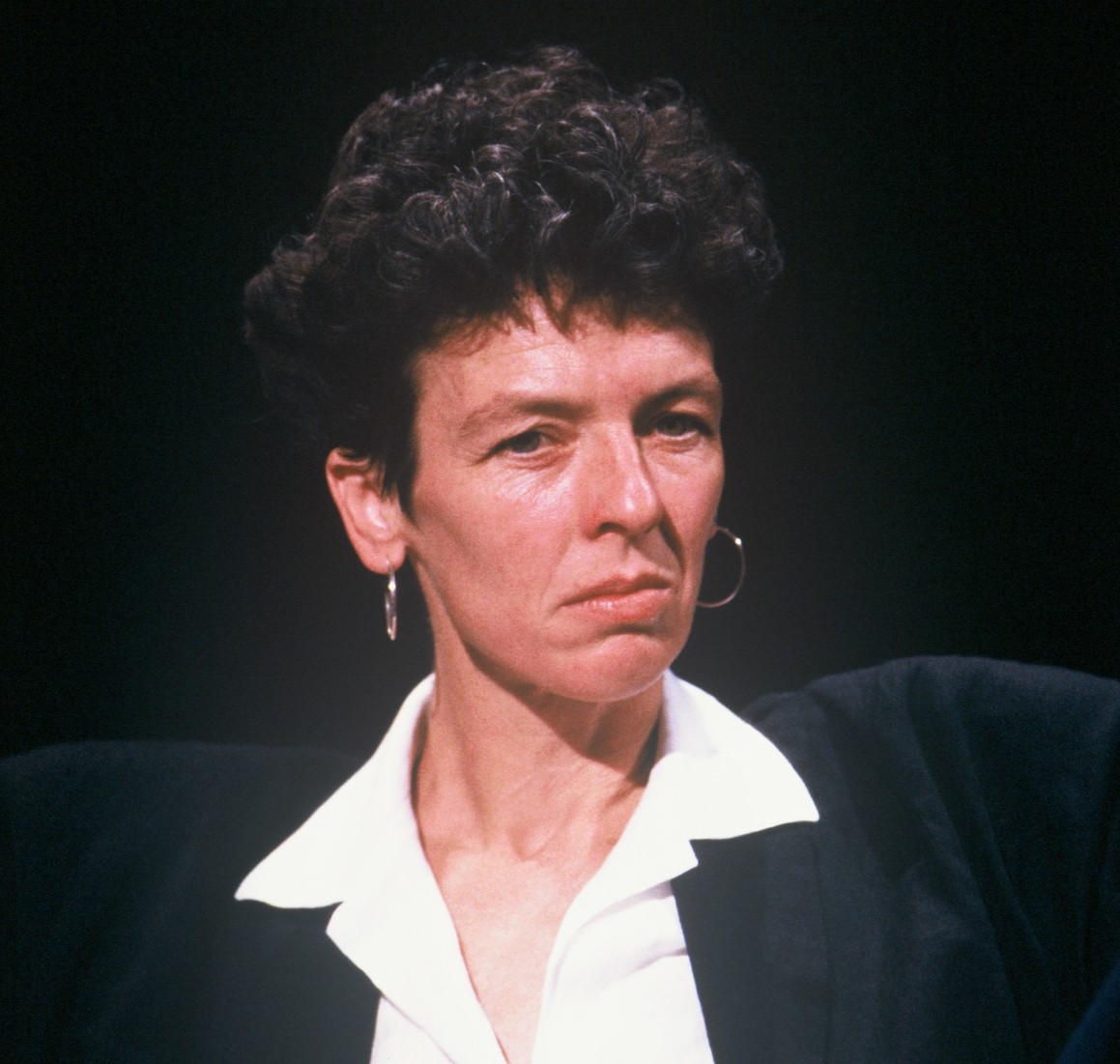
Beatrix Campbell.

Mary Lorimer Beatrix Campbell, född 3 februari 1947 i Carlisle, är en brittisk feminist, journalist och författare.
Campbell anslöt sig till kvinnorörelsen 1970 och verkade som skribent, talare och organisatör för den socialistiska feminismen. Hon grundande den marxist-feministiska, huvudsakligen teoretiska, tidskriften Red Rag (1972–1980),  och skrev tillsammans med Anna Coote boken Sweet Freedom. The Struggle for Women’s Liberation (1982), vilken behandlar  den brittiska kvinnorörelsens historia. Hon har även skrivit boken Wigan Pier Revisited (1984). Hennes feminism är integrerad i hela hennes skrivande oavsett om det handlar specifikt kvinnliga intressen eller ej.

## Övriga skrifter
- The Iron Ladies: Why Do Women Vote Tory? (1987)
- Unofficial Secrets: Child Abuse – The Cleveland Case, (1988)
- Goliath: Britain's Dangerous Places (1993)
- Diana, Princess of Wales: How Sexual Politics Shook the Monarchy (1998)
- And All the Children Cried (2005), tillsammans med Judith Jones
- Agreement: The State, Conflict and Change in Northern Ireland (2008)
- End of Equality: The Only Way is Women's Liberation (2013)